# Campeonato Mundial de Halterofilismo de 2011 - Até 69 kg masculino
A categoria até 69 kg masculino foi um evento do Campeonato Mundial de Halterofilismo de 2011, disputado na Disneyland Resort Paris, em Paris, na França, entre 7 e 8 de novembro de 2011. 

## Calendário
Horário local (UTC+1)
| Dia           | Horário | Fase    |
| ------------- | ------- | ------- |
| 7 de novembro | 11:00   | Grupo D |
| 8 de novembro | 09:00   | Grupo C |
| 8 de novembro | 13:30   | Grupo B |
| 8 de novembro | 19:00   | Grupo A |

## Medalhistas
| Evento    | Ouro               | Ouro   | Prata           | Prata  | Bronze              | Bronze |
| --------- | ------------------ | ------ | --------------- | ------ | ------------------- | ------ |
| Arranque  | Mete Binay (TUR)   | 157 kg | Oleg Chen (RUS) | 156 kg | Tang Deshang (CHN)  | 155 kg |
| Arremesso | Tang Deshang (CHN) | 186 kg | Wu Chao (CHN)   | 185 kg | Won Jeong-sik (KOR) | 182 kg |
| Total     | Tang Deshang (CHN) | 341 kg | Oleg Chen (RUS) | 336 kg | Wu Chao (CHN)       | 335 kg |

## Recordes
Antes desta competição, o recorde mundial da prova era o seguinte:
| Recorde         | Tipo      | Atleta                | Peso   | Local       | Data                   |
| Recorde Mundial | Arranque  | Georgi Markov (BUL)   | 165 kg | Sydney      | 20 de setembro de 2000 |
| Recorde Mundial | Arremesso | Zhang Guozheng (CHN)  | 197 kg | Qinhuangdao | 11 de setembro de 2003 |
| Recorde Mundial | Total     | Galabin Boevski (BUL) | 357 kg | Atenas      | 24 de novembro de 1999 |

## Resultado
Os resultados foram os seguintes. 
| Pos.              | Atleta                        | Grupo | Peso  | Arranque (kg) | Arranque (kg) | Arranque (kg) | Arranque (kg)     | Arremesso (kg) | Arremesso (kg) | Arremesso (kg) | Arremesso (kg)    | Total |
| Pos.              | Atleta                        | Grupo | Peso  | 1             | 2             | 3             | Resultado         | 1              | 2              | 3              | Resultado         | Total |
| ----------------- | ----------------------------- | ----- | ----- | ------------- | ------------- | ------------- | ----------------- | -------------- | -------------- | -------------- | ----------------- | ----- |
| Medalha de ouro   | Tang Deshang (CHN)            | A     | 68.63 | 150           | 153           | 155           | Medalha de bronze | 181            | 183            | 186            | Medalha de ouro   | 341   |
| Medalha de prata  | Oleg Chen (RUS)               | A     | 68.66 | 150           | 156           | 159           | Medalha de prata  | 175            | 180            | 182            | 5                 | 336   |
| Medalha de bronze | Wu Chao (CHN)                 | A     | 68.07 | 148           | 148           | 150           | 4                 | 180            | 183            | 185            | Medalha de prata  | 335   |
| 4                 | Mete Binay (TUR)              | A     | 68.97 | 154           | 157           | 166           | Medalha de ouro   | 173            | 177            | 177            | 10                | 334   |
| 5                 | Won Jeong-sik (KOR)           | B     | 68.89 | 140           | 144           | 147           | 9                 | 177            | 182            | 185            | Medalha de bronze | 326   |
| 6                 | Bernardin Matam (FRA)         | B     | 68.57 | 135           | 139           | 141           | 11                | 170            | 175            | 181            | 4                 | 322   |
| 7                 | Mohamed Abdelbaki (EGY)       | B     | 68.50 | 140           | 140           | 144           | 8                 | 170            | 175            | 177            | 9                 | 321   |
| 8                 | Sajjad Behrouzi (IRI)         | A     | 68.67 | 140           | 145           | 150           | 6                 | 176            | 182            | 182            | 12                | 321   |
| 9                 | Afgan Bayramov (AZE)          | B     | 68.33 | 138           | 142           | 142           | 18                | 173            | 178            | 181            | 7                 | 316   |
| 10                | Samvel Grigoryan (ARM)        | A     | 68.83 | 140           | 140           | 145           | 7                 | 171            | 171            | 178            | 21                | 316   |
| 11                | Mohamed Ossama (EGY)          | B     | 68.96 | 138           | 142           | 142           | 21                | 172            | 178            | 178            | 8                 | 316   |
| 12                | Vencelas Dabaya (FRA)         | A     | 68.42 | 138           | 138           | 142           | 19                | 175            | 180            | 180            | 13                | 313   |
| 13                | Tolkunbek Hudaýbergenow (TKM) | C     | 68.58 | 130           | 135           | 138           | 20                | 169            | 175            | 180            | 14                | 313   |
| 14                | Mohd Hafifi Mansor (MAS)      | D     | 68.78 | 133           | 138           | 138           | 33                | 170            | 175            | 180            | 6                 | 313   |
| 15                | Briken Calja (ALB)            | B     | 68.94 | 140           | 140           | 145           | 15                | 170            | 170            | 172            | 19                | 312   |
| 16                | Deni (INA)                    | B     | 67.50 | 135           | 135           | 141           | 27                | 172            | 176            | 179            | 11                | 311   |
| 17                | Ekrem Celil (TUR)             | A     | 67.63 | 138           | 138           | 141           | 17                | 173            | 177            | 177            | 18                | 311   |
| 18                | Katulu Ravi Kumar (IND)       | B     | 68.81 | 137           | 137           | 141           | 22                | 174            | 179            | 179            | 16                | 311   |
| 19                | Daniel Godelli (ALB)          | B     | 68.89 | 140           | 143           | 146           | 5                 | 165            | —              | —              | 31                | 311   |
| 20                | Triyatno (INA)                | B     | 69.00 | 137           | 141           | 141           | 25                | 170            | 174            | 177            | 17                | 311   |
| 21                | Junior Sánchez (VEN)          | C     | 67.23 | 135           | 140           | 142           | 10                | 163            | 166            | 168            | 24                | 310   |
| 22                | Kim Myong-hyok (PRK)          | B     | 67.93 | 140           | 140           | 143           | 12                | 170            | 175            | 175            | 23                | 310   |
| 23                | Pornchai Lobsi (THA)          | C     | 68.34 | 135           | 139           | 141           | 30                | 163            | 167            | 171            | 20                | 306   |
| 24                | Bakhram Mendibaev (UZB)       | C     | 68.84 | 135           | 138           | 138           | 31                | 163            | 167            | 171            | 22                | 306   |
| 25                | Israel José Rubio (VEN)       | C     | 68.16 | 135           | 140           | 140           | 13                | 165            | 165            | 165            | 28                | 305   |
| 26                | Alexandru Șpac (MDA)          | B     | 68.85 | 140           | 140           | 143           | 14                | 165            | 165            | 165            | 30                | 305   |
| 27                | Edwin Mosquera (COL)          | C     | 68.33 | 135           | 135           | 139           | 16                | 165            | 169            | 169            | 29                | 304   |
| 28                | Doyler Sánchez (COL)          | C     | 67.86 | 132           | 136           | 138           | 26                | 167            | 171            | 171            | 25                | 303   |
| 29                | Kim Un-dok (PRK)              | C     | 68.88 | 128           | 128           | 133           | 37                | 162            | 175            | 180            | 15                | 303   |
| 30                | Bredni Roque (CUB)            | D     | 68.33 | 130           | 135           | 137           | 29                | 166            | 166            | 172            | 26                | 301   |
| 31                | Enrique Valencia (ECU)        | D     | 67.70 | 130           | 135           | 135           | 28                | 160            | 165            | 167            | 27                | 300   |
| 32                | Antoniu Buci (ROU)            | C     | 68.96 | 133           | 137           | 139           | 24                | 163            | 167            | 167            | 33                | 300   |
| 33                | Simon Brandhuber (GER)        | D     | 68.94 | 127           | 131           | 134           | 32                | 154            | 158            | 162            | 35                | 296   |
| 34                | Óscar Valdizón (GUA)          | D     | 69.00 | 127           | 131           | 134           | 36                | 157            | 162            | 164            | 32                | 295   |
| 35                | Damian Kuczyński (POL)        | C     | 68.88 | 132           | 136           | 136           | 34                | 158            | 158            | 162            | 34                | 294   |
| 36                | Tomohiro Asada (JPN)          | D     | 68.11 | 122           | 126           | 129           | 38                | 151            | 151            | 156            | 36                | 277   |
| 37                | Miroslav Janíček (SVK)        | D     | 68.98 | 120           | 120           | 125           | 42                | 150            | 156            | 156            | 37                | 270   |
| 38                | Petr Petrov (CZE)             | D     | 67.33 | 120           | 120           | 124           | 40                | 149            | 155            | 156            | 38                | 269   |
| 39                | Dominic Lussier (CAN)         | D     | 68.44 | 120           | 124           | 124           | 41                | 141            | 146            | 146            | 39                | 266   |
| 40                | Gareth Evans (GBR)            | D     | 67.02 | 115           | 120           | 125           | 39                | 145            | 145            | 145            | 41                | 265   |
| 41                | Pasam Rambabu (IND)           | D     | 68.66 | 118           | 122           | 122           | 43                | 146            | 150            | 150            | 40                | 264   |
| 42                | Mikko Kuusisto (FIN)          | D     | 68.87 | 114           | 117           | 120           | 44                | 144            | 149            | 150            | 42                | 261   |
| 43                | Neil Dougan (IRL)             | D     | 68.94 | 100           | 105           | 110           | 45                | 130            | 136            | 136            | 43                | 240   |
| —                 | Giorgi Lomtadze (GEO)         | C     | 68.94 | 134           | 137           | 139           | 23                | 163            | 163            | 163            | —                 | —     |
| —                 | Artiom Pipa (MDA)             | C     | 68.58 | 131           | 131           | 135           | 35                | —              | —              | —              | —                 | —     |
| —                 | Vanik Avetisyan (ARM)         | A     | 68.66 | 138           | 138           | 138           | —                 | —              | —              | —              | —                 | —     |
| DSQ               | Sardar Hasanov (AZE)          | A     | 67.96 | 145           | 150           | 150           | —                 | 176            | 176            | 181            | —                 | —     |